# 厄茨塔爾山

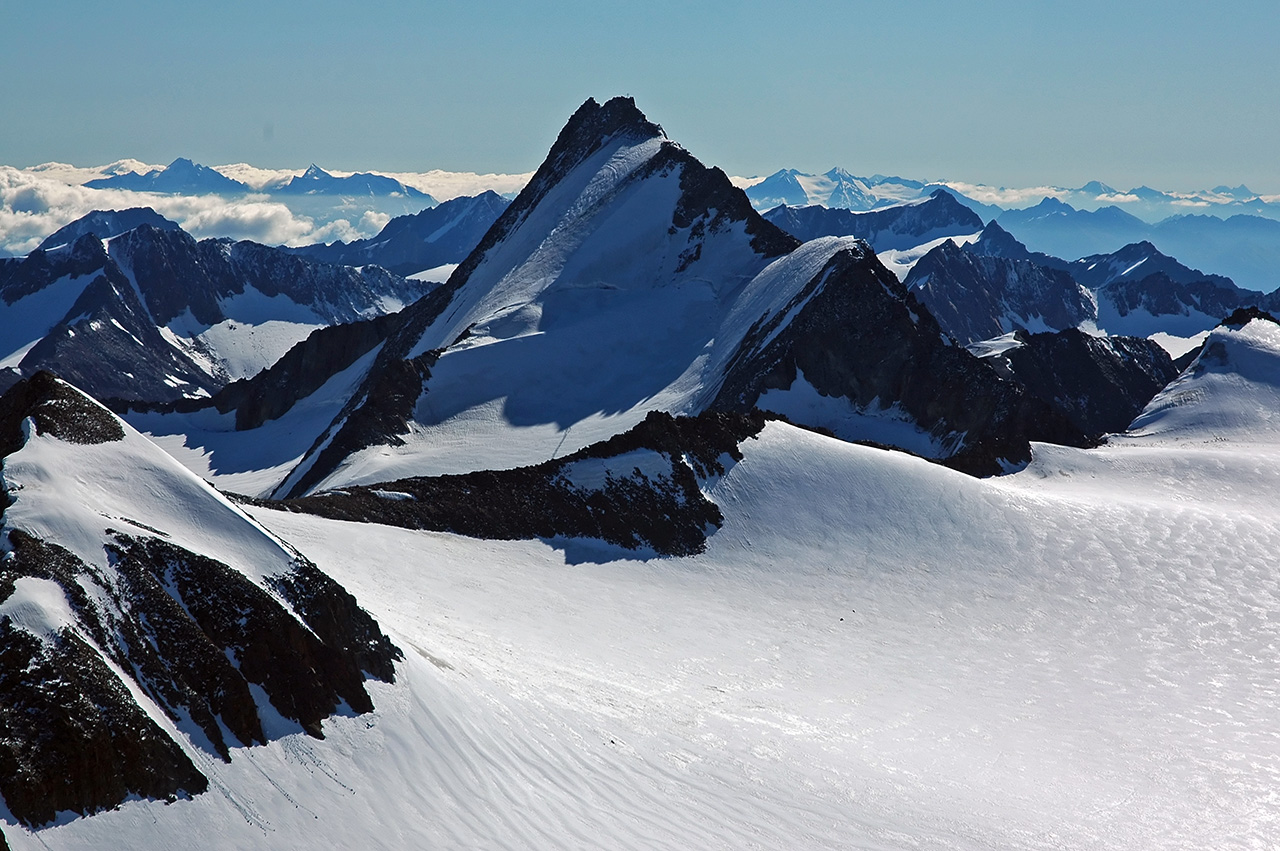

厄茨塔尔山（德語：Ötztaler Alpen）是歐洲的山脈，是中阿爾卑斯山脈的一部分，橫跨奧地利南部蒂羅爾州和意大利北部特倫托自治省，最高點海拔高度3,774米。